# Castello di Corticelli
Il castello di Corticelli è un complesso fortificato situato nell'omonima località del comune italiano di Alta Val Tidone, in provincia di Piacenza.

## Storia
Il toponimo Curtixella, o Curticella viene menzionato in un atto del 1033 come di proprietà del monastero di San Savino di Piacenza.
In epoca medievale il castello e la località furono di proprietà del comune di Piacenza, che aveva costituito nell'area una serie di opere difensive per contrastare le incursioni delle milizie pavesi; negli anni successivi le informazioni disponibili relative al castello sono piuttosto limitate.
Nel corso del Quattrocento l'edificio è citato in alcuni atti notarili come alle dipendenze del castello di Genepreto, all'epoca tenuto dalla famiglia Mussi.
Nel 1690 il complesso faceva parte dei beni della famiglia Arcelli, passando poi ai Nicelli nel XIX secolo a seguito dell'estinzione del ramo familiare.
Nella seconda metà del XX secolo l'edificio era di proprietà della famiglia Prati, che lo utilizzava come dimora estiva.
L'edificio viene utilizzato per ospitare meeting e ricevimenti.

## Struttura
La struttura originale, dotata di due torri, comprendeva probabilmente una cinta muraria esterna che inglobava al suo interno anche le vicine abitazioni rurali in sasso, andando a costituire una piccola corte castrense circondata da un fossato.
Ai ruderi delle mura esterne sono addossati diversi edifici rurali, nonché un oratorio, consacrato a santa Elisabetta. Tra le costruzioni è presente un edificio in cui sono visibili al primo piano i resti di alcuni portali realizzati in arenaria, oltre a piccole finestre trilitiche e murature scarpate.
La struttura superstite, fortemente rivista per essere trasformata in abitazione, presenta una pianta a quattro lati con due tronchi di torre, uno dei quali posto al di sopra dell'entrata. Internamente è presente un cortile, rimaneggiato nel Rinascimento.
All'interno, in una sala del piano terra è presente un grande camino in pietra risalente al periodo rinascimentale.